# Stockflethsvej
Stockflethsvej er en vej på Frederiksberg, der løber fra Nyelandsvej til Godthåbsvej. Vejen er opkaldt efter dyrlægen H.V. Stockfleth, der var uddannet og senere ansat på Veterinærskolen på Frederiksberg. Stockflethsvej er ligesom de omkringliggende veje C.F. Richs Vej og Tesdorpfsvej præget af villabebyggelse.
|  | Denne artikel om en bygning eller et bygningsværk kan blive bedre, hvis der indsættes et (bedre) billede. Du kan hjælpe ved at afsøge Wikimedia Commons for et passende billede eller lægge et op på Wikimedia Commons med en af de tilladte licenser og indsætte det i artiklen. |

55°41′16″N 12°31′05″Ø / 55.68778°N 12.51808°Ø